# Transformers: The Last Knight
Transformers: The Last Knight is een Amerikaanse actie-sciencefictionfilm uit 2017, geregisseerd door Michael Bay. De film is gebaseerd op de Transformers-franchise en is de vijfde live-actionfilm uit de Transformers-filmserie. De hoofdrol werd net als in het vorige deel Transformers: Age of Extinction wederom vertolkt door Mark Wahlberg. De film werd uitgebracht in 2D, 3D en IMAX 3D en ging in première op 18 juni 2017 in de Odeon Leicester Square bioscoop in Londen. De productiekosten werd geschat op 217 miljoen Amerikaanse dollar. De film ontving vooral positieve kritiek om zijn speciale effecten.

## Verhaal
Op de aarde wordt Cade Yeager beschermd door een aantal Autobots. Optimus Prime wordt daartegenover vermist en is van de aardbodem verdwenen. Hij is in het universum bezig met een zoektocht naar zijn schepper Quintessa, die echter van plan is om de aarde te vernietigen. Optimus Prime moet nu de Autobots aanvoeren om het duivelse plan van Quintessa te stoppen.

## Rolverdeling
- Mark Wahlberg als Cade Yeager
- Anthony Hopkins als Sir Edmund Burton
- Josh Duhamel als William Lennox
- Laura Haddock als Vivian Wembley
- Santiago Cabrera als Santos
- Isabela Moner als Izabella
- Jerrod Carmichael als Jimmy
- Stanley Tucci als Merlin
- Liam Garrigan als Koning Arthur
- Martin McCreadie als Lancelot
- Rob Witcomb als Percival
- Marcus Fraser als Gawain
- Peter Cullen als Optimus Prime (stem)
- Frank Welker als Megatron (stem)
- Erik Aadahl als Bumblebee (stem)
- John Goodman als Hound (stem)
- Ken Watanabe als Drift (stem)
- Jim Carter als Cogman (stem)
- Steve Buscemi als Daytrader (stem)
- Omar Sy als Hot Rod (stem)